# Заноага (Долж)
Заноага (рум. Zănoaga) насеље је у Румунији у округу Долж у општини Леу. Oпштина се налази на надморској висини од 152 m.

## Становништво
Према подацима из 2002. године у насељу је живело 1365 становника, од којих су сви румунске националности.